# Iglesia de la Santísima Trinidad (Castellón de la Plana)
La iglesia parroquial de la Santísima Trinidad es un templo católico situado en la plaza Escuelas Pías esquina con la calle Menéndez y Pelayo de Castellón de la Plana (España).
Está catalogada de manera genérica como un Bien de Relevancia Local, según la Disposición Adicional Quinta de la Ley 5/2017, de 7 de Abril, de la Generalitat, de modificación de la Ley 4/1998, de 11 de Junio, del Patrimonio Cultural Valenciano, con código: 12.040-9999-000056

## Historia
La iglesia de la Trinidad es una de las numerosas obras construidas con el legado del arcipreste Juan Cardona Vives que falleció en 1890 impulsando la construcción de las dos primeras parroquias de la ciudad desde tiempos medievales, esta y la de la Sagrada Familia; instituciones educativas como las Escuelas Pías que fundó en su domicilio en 1887; o el levantamiento de una estatua dedicada al Rey don Jaime fundador de Castellón. Sus restos mortales se encuentran en una capilla junto al altar mayor de esta iglesia.
El templo fue proyectado por Manuel Montesinos Arlandiz, autor de numerosas obras construidas con el legado de Cardona Vives, y construido por Francisco Tomás Traver entre 1894 y 1915. La primera piedra se coloca el 4 de noviembre de 1894 después de que la familia del religioso aceptara financiar la obra y se desarrolló durante 21 años hasta finalmente ser inaugurada el 27 de enero de 1916. Antes de su finalización, el 25 de abril de 1904, fue declarada parroquia, y la primera misa celebrada en el templo tuvo lugar el 30 de enero de 1916. Junto a él está el colegio de los Escolapios al que se trasladaron en 1900, también obra de Montesinos. Aunque son dos edificios independientes, ambas construcciones están íntimamente ligadas, formando uno de los conjuntos arquitectónicos más interesantes de la ciudad.
Durante la guerra civil española la iglesia fue saqueada, pero corrió mejor suerte que la mayoría de edificios religiosos de la ciudad que acabaron siendo derribados. Tras la guerra Francisco Tomás se encargó de la reconstrucción que tuvo lugar entre 1938 y 1941 y en la que se volvieron a levantar algunas bóvedas y techumbres y tras el que se decoró de nuevo el interior.

## Arquitectura y decoración
El estilo del edificio combina el neorrománico, el neogótico y el neobizantino. La fachada principal es proporcionada y se estructura en un gran arco de medio punto sobre la puerta de acceso que incorpora un gran rosetón, un segundo cuerpo con tres ventanales de medio punto alargados, y una serie de arquillos lombardos en el remate. En el lateral, incorpora la torre campanario, de planta cuadrada, rematada con una original cúpula bulbosa de estilo orientalizante.
El interior contiene tres naves siendo la central más ancha y elevada, crucero cubierto por una cúpula, atrio y coro alto a los pies.
La decoración es uno de los elementos más destacados de la iglesia, con un ciclo de pinturas y mosaicos sobre el Misterio de la Trinidad, que realiza Joan Massagué Maneu entre los años 1940 y 1975. En cuanto a la imaginería destaca la talla del Cristo del Perdón, conocida popularmente como de la Trinidad, copia de una pieza del XVIII desaparecida durante la guerra y que fue incendiada en 2004; la talla de una Piedad obra de Pedro Gil Moreno en 1987; y de una Virgen del Pilar donada por el Centro Aragonés de Castellón tras restaurarla en 1946.

## Campanas
La iglesia dispone de 4 campanas fundidas en 1939 por la empresa Hermanos Roses de Valencia.
- Sant Marc, tiene un peso de 225 kg y un diámetro de 73 cm.
- Sant Mateu, tiene un peso de 356 kg y un diámetro de 85 cm.
- Sant Lluc, tiene un peso de 159 kg y un diámetro de 65 cm.
- Sant Joan, tiene un peso de 481 kg y un diámetro de 94 cm.

## Festividades
El territorio parroquial abarca uno de los arrabales históricos de Castellón donde algunas de sus calles todavía mantienen sus tradicionales Festes de carrer cuyos actos religiosos se celebran en la iglesia de la Trinidad.
- San Blas, el domingo posterior al 3 de febrero.
- San Vicente Ferrer el domingo siguiente al de Resurrección.
- San Cristóbal, el segundo domingo de julio.
- San Francisco de Asís, en octubre.

Además, cada 12 de octubre el Centro Aragonés organiza una procesión desde su sede hasta la iglesia donde se celebra una misa acompañada de folclore aragonés.

### Semana Santa
La parroquia es sede de la segunda cofradía de Semana Santa más antigua de Castellón de la Plana, la Hermandad de Paz y Caridad, fundada en 1910 para prestar acompañamiento a los condenados a pena de muerte de la prisión provincial. Sale cada Viernes Santo en la única procesión de la ciudad portando las imágenes del Cristo de la Trinidad y la Piedad.